# Kazimir Barantsevitj
Kazimir Stanislavovitj Barantsevitj (ryska: Казимир Станиславович Баранцевич), född 3 juni 1851 (gamla stilen: 22 maj) i Sankt Petersburg, död 26 juli 1927, var en rysk författare.
För sitt uppehälle tvingades Barantsevitj, som hade polsk far och fransk mor, ta anställning på ett kontor, men fick på den alexandrinska teatern ett drama, Opritjina, antaget år 1873 (en versifierad omarbetning av Aleksej Tolstojs historiska roman "Furst Serebrjanyj"). Samma år gifte han sig med en bondkvinna och tog anställning vid spårvägsbolaget. Av hans berättelser och skisser, som först publicerades i tidskrifter, utkom den första samlingen 1883, den andra 1885 och därpå ytterligare tre band samt romanen Raba (Trälinnan; 1888).
Barantsevitjs författarskap kan närmast karakteriseras såsom melankolisk romantik. Översättningar finns på tyska, polska och tjeckiska. Helst skildrade han människor, som lider under vidriga omständigheters tvång: utarmade adelsmän, fattiga tjänstemän och småborgare. Novellen Tjuzjak (Främlingen) behandlar den intelligenta, bildningsivrande stadsbons förhållande till bondfolket, och Bortsy (Kämparna) idealiserar bondelivet i jämförelse med stadslivet.